# Haras national de Radautz
Le haras national de Radautz est un haras national situé à Rădăuți, en Bucovine, dans l'actuelle Roumanie près de la Moldavie. Constituant l'un des quatre principaux haras de l'empire d'Autriche puis de l'Autriche-Hongrie, il était leur plus gros fournisseur de chevaux militaires. Il est dispersé après la Première Guerre mondiale, puis réorganisé vers l'élevage de l'Arabe depuis l'époque où il est dirigé par la Roumanie.

## Histoire

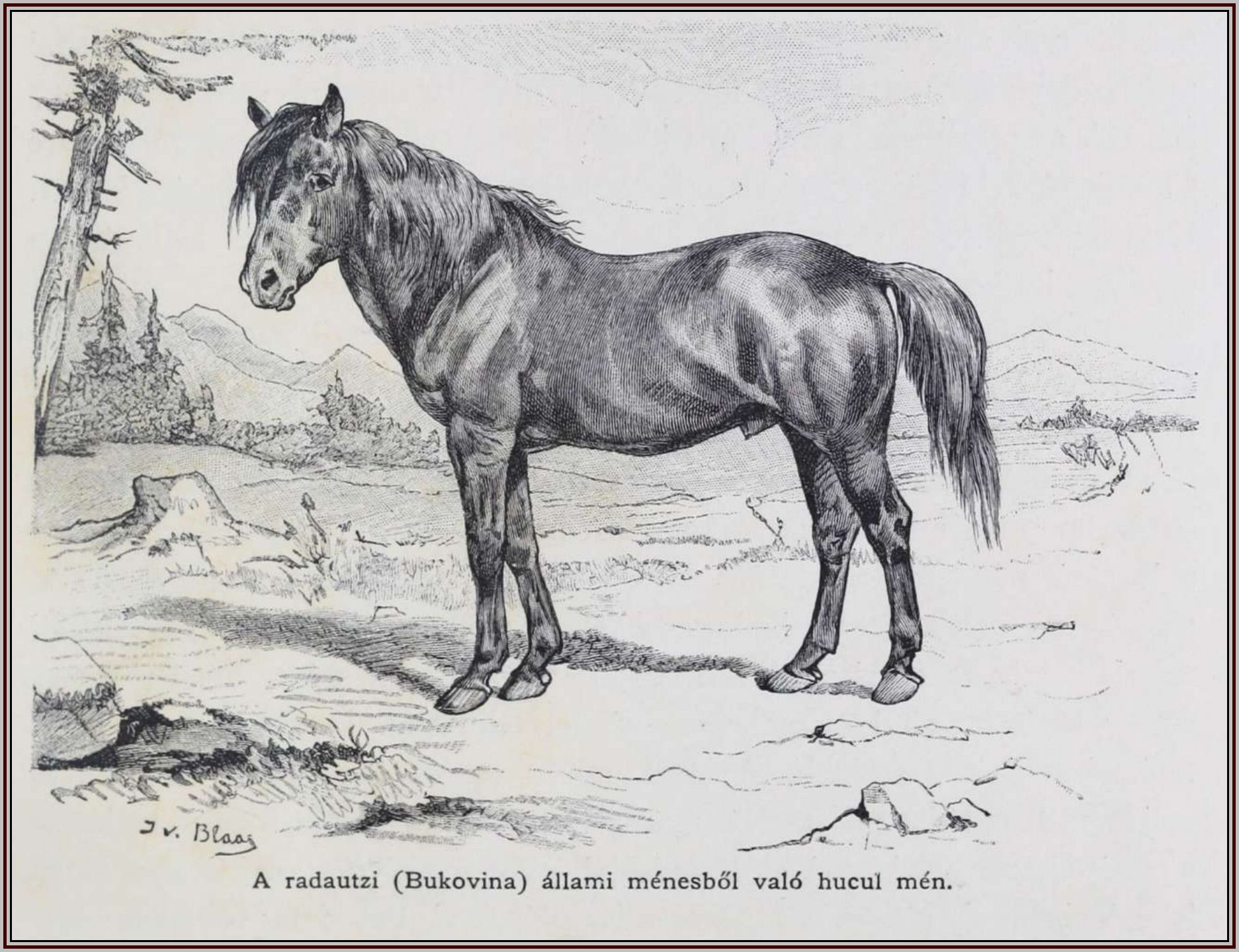
Cheval Bucovine de Radautz, en 1899.

Le haras de Radautz est créé en 1792 par le gouvernement de l'Empire autrichien, sous le nom de Landesgestuetts - und Remontierungs Departement in der Bucowina zu Radautz (Département de la garnison et de la remonte en Bucovine à Radautz), ce qui en fait le plus vieux haras de la Roumanie actuelle. Il fait historiquement partie des quatre plus grands haras de l'empire d'Autriche, ayant accueilli jusqu'à 5 000 étalons,. Le nombre ordinaire des chevaux qui y sont accueillis au XIXe siècle est de 1 350.
Il envoie des étalons et des juments au haras de Piber, rétabli à la fin des années 1880.
En 1914, avec la menace d'invasion, le haras est évacué. Radautz est dispersé après la Première Guerre mondiale. En 1919, il est réorganisé par Ion Larionescu. Le haras est réorienté vers l'élevage de l'Arabe, et publie son premier stud-book en 1924.

## Description
Le haras se trouve à l'entrée de la ville de Rădăuți, près du monastère Bogdana. En 1882, ses bâtiments sont décrits comme simples, mais bien entretenus.

## Missions
La mission originelle du haras est de fournir des chevaux militaires à l'empire autrichien. De fait, il fut le principal fournisseur de chevaux militaires de toute l'Autriche-Hongrie.
Le haras de Radautz a depuis accueilli des étalons arabes et des Huçuls.
Depuis 2006, le haras de Radautz organise des compétitions inscrites au calendrier de la Fédération équestre roumaine.